# Gold (Kiiara)
Gold is een single van de Amerikaanse zangeres Kiiara uit 2015. Het stond in 2016 als eerste track op de ep Low kii savage.

## Achtergrond
Gold is geschreven door David Singer-Vine en Kiiara Saulters en geproduceerd door Felix Snow. Het nummer onderscheidt zich door zijn opening, waarbij verschillende tonen snel achter elkaar worden gezongen. Zangeres Kiiara omschreef de intro als een sample. Mede door het verrassende geluid van het nummer, kwam het in 2016 de hitlijsten in. De hoogste positie werd behaald in Australië, waar het tot de vijfde positie kwam. In Vlaanderen kwam het nummer tot de 15e positie en in Wallonië bleef het steken in de Ultratip (4e plek). Het lied kwam in Nederland tot de 56e positie in de Single Top 100 en tot een tweede plaats in de Tipparade.